# محوطه بابا خوارزم ۲
محوطه بابا خوارزم ۲ مربوط به سده‌های میانه دوران‌های تاریخی پس از اسلام است و در شهرستان پل‌دختر، بخش مرکزی، دهستان جایدر، ۵۰۰ متری غرب روستای بابا خوارزم سفلی واقع شده و این اثر در تاریخ ۲۸ اسفند ۱۳۸۵ با شمارهٔ ثبت ۱۸۴۴۹ به‌عنوان یکی از آثار ملی ایران به ثبت رسیده است.